# Amytornis
Az Amytornis a madarak osztályának verébalakúak (Passeriformes) rendjébe és a tündérmadárfélék (Maluridae) családjába tartozó nem.

## Rendszerezésük
A nemet Leonhard Hess Stejneger amerikai ornitológus írta le 1885-ben, az alábbi fajok tartoznak ide:
- lápi létrafarkú (Amytornis barbatus)
- rövidfarkú létrafarkú (Amytornis merrotsyi)
- fehértorkú létrafarkú (Amytornis woodwardi)
- szirti létrafarkú (Amytornis dorotheae)
- Amytornis striatus
  - Amytornis striatus whitei vagy Amytornis whitei[1]
  - Amytornis striatus oweni vagy Amytornis oweni[1]
  - Amytornis striatus rowleyi vagy Amytornis rowleyi[1]
- Amytornis textilis
- Amytornis modestus
- kormos létrafarkú (Amytornis housei)
- kúposcsőrű létrafarkú (Amytornis goyderi)
- Amytornis purnelli
- Kalkadún-létrafarkú (Amytornis ballarae)